# Modou Niang
Pour les articles homonymes, voir Niang.
Modou Niang  – de son vrai nom Mamadou Cheikh Niang – est un peintre sénégalais contemporain, principalement connu pour ses tapisseries.

## Biographie
Modou Niang est né en 1945 à Dakar. 
Il fut l'un des premiers élèves de la section de Recherches plastiques nègres à l'École des Arts de Dakar et participa au premier Festival mondial des Arts nègres de 1966.
Il fit partie des pionniers des Manufactures sénégalaises des arts décoratifs implantées à Thiès en 1966, également à l'initiative du Président Léopold Sédar Senghor.
Le Sénégal a fait don à l'UNESCO
de l'une de ses œuvres, N'Daanaan (3 × 2,28 m).
À la fois symbole de la liberté et de la perfection du règne animal, l'oiseau est son thème de prédilection.
L'atelier du peintre se trouve aujourd'hui au Village des Arts de Dakar.

## Expositions
- Septième Biennale de Paris, 1971
- Galeries nationales du Grand Palais, Paris, 1974